# Kiss Farkas Gábor
Kiss Farkas Gábor (1975. augusztus 12. –) magyar irodalomtörténész, középkortörténész, klasszika-filológus, hungarológus.

## Életpályája
1989–1993 között a pécsi Állami Nagy Lajos Gimnázium diákja volt. 1993–1998 között az Eötvös Loránd Tudományegyetem Latin nyelv és irodalom szakán tanult; ugyanekkor elvégezte a magyar nyelv és irodalom szakot is. 1994–1998 között Eötvös-kollégista volt Budapesten. 1994–1998 között demonstrátor volt az Eötvös Loránd Tudományegyetem Régi Magyar Irodalomtörténeti Tanszéken. 1995–1998 között a budapesti Láthatatlan Kollégium tanulója volt; itt 1993–1996 között a középkori latin nyelv és irodalom program résztvevője volt; itt 1995–1999 között az ógörög nyelv és irodalom szak hallgatója volt, de nem fejezte be. 2000–2003 között az Eötvös Loránd Tudományegyetem Bölcsészettudományi Kar PhD programjának résztvevője volt. 2000–2007 között az Eötvös Loránd Tudományegyetem egyetemi tanársegéde volt. 2006-ban PhD. fokozatot szerzett az Eötvös Loránd Tudományegyetemen. 2007–2012 között, valamint 2014-től az Eötvös Loránd Tudományegyetem egyetemi adjunktusa. 2010-ben posztdoktori kutató volt Párizsban. 2011–2015 között az Eötvös József Collegium Magyar Irodalmi Műhely kabinetvezetője volt. 2014–2019 között a Magyar Tudományos Akadémia-Eötvös Loránd Tudományegyetem Lendület Humanizmus Kelet-Közép-Európában Kutatócsoport vezetője volt. 2015-ben habilitált az Eötvös Loránd Tudományegyetemen.

## Művei
- Balassi Bálint és a reneszánsz kultúra: Fiatal kutatók Balassi-konferenciája (Budapest, 2004)
- Imagináció és imitáció Zrínyi eposzában (Budapest, 2012)
- Átfedések: Szövegalkotás a 16-18. századi irodalomban (Budapest, 2019)
- A reformáció és a katolikus megújulás latin nyelvű irodalma (Budapest, 2019)
- Zrínyi és Homérosz (2021)
- Textológia és interpretáció a régi magyar irodalomban: Tanulmányok Orlovszky Géza emlékére (Budapest, 2021)
- A humanista olvasás kezdetei Magyarországon (2022)

## Díjai
- Bolyai-ösztöndíj (2009-2012)
- Bolyai János-plakett (2013)